# Oligovonones
Oligovonones is een geslacht van hooiwagens uit de familie Cosmetidae.
De wetenschappelijke naam Oligovonones is voor het eerst geldig gepubliceerd door Caporiacco in 1951. 

## Soorten
Oligovonones omvat de volgende 2 soorten:
- Oligovonones brunneus
- Oligovonones mucubajiensis